# Aurel Vlaicu (cartier în Constanța)
Aurel Vlaicu este un cartier din Constanța, întins de-a lungul bulevardului Aurel Vlaicu. Se învecinează în nord cu cartierul C.E.T., în sud cu Km. 4-5 și în vest cu Km. 5 și Viile Noi.

 Acest articol despre o localitate din județul Constanța este deocamdată un ciot. Puteți ajuta Wikipedia prin completarea lui.